# Joaquim Pereira Botto
Joaquim Maria Pereira Botto OSE (Alhandra, 13 de Março de 1851 - Lisboa, 23 de Janeiro de 1907) foi um religioso português. Ficou conhecido pela sua carreira como investigador e arqueólogo, tendo sido responsável pela fundação do Museu municipal de Faro.

## Biografia

### Nascimento e formação
Nasceu em Alhandra, no concelho de Vila Franca de Xira, filho de João Maria Pereira Botto e de Maria Cecilia Ferreira Botto. Teve três irmãos, o comendador Francisco Maria Pereira Botto, o farmacêutico Ferreira Botto, e Filomena Bouto e Sousa. Com onze anos entrou no Seminário de Santarém, onde fez os primeiros estudos, e frequentou depois o liceu daquela cidade. Concluiu o curso de teologia com distinção, e em 19 de Setembro de 1875 recebeu as ordens de presbítero. Em 19 de Novembro de 1877 foi promovido no ensino nas cadeiras de Teologia.

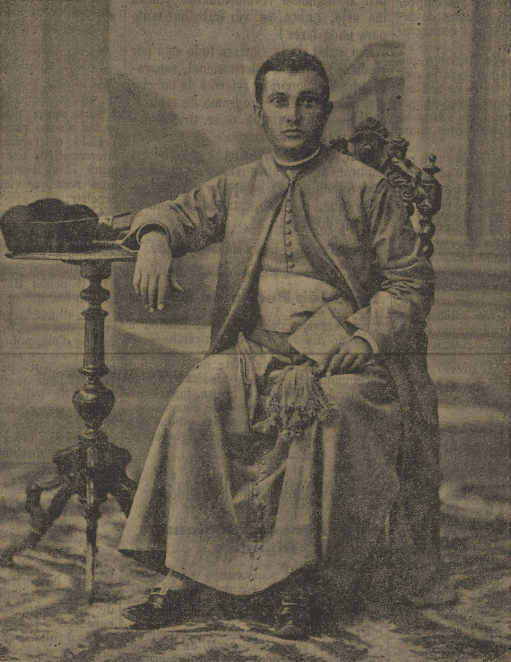
Retrato de Pereira Botto, publicado no jornal O Heraldo, em 1915.

### Carreira
Trabalhou como reitor do Seminário de Rachol, na Índia, a convite do patriarca D. Aires de Ornelas e Vasconcelos, mas ao fim de pouco tempo regressou à Europa por motivos de saúde. Em 1882 empregou-se no Seminário de Faro como professor de ciências eclesiásticas, tendo chegado ao posto de vice-reitor ainda nesse ano. Contribuiu decisivamente para o desenvolvimento do seminário, através da reorganização e da melhoria dos estudos, além da administração financeira e da higiene. Em 1884 recebeu o canonicato na Sé Catedral de Faro, tendo sido distinguido como monsenhor e camareiro do Papa Leão XIII, devido aos seus serviços. Na década de 1900, era um dos responsáveis pelo tesouro da Sé Patriarcal de Lisboa, onde exercia como cónego, tendo representado o cabido durante as obras de restauro daquele monumento.
Além de uma destacada carreira eclesiástica, também ficou conhecido como investigador, tendo sido responsável pela fundação e organização do posto metereológico D. Francisco Gomes, em Faro, motivo pelo qual recebeu um louvor da Junta Geral do Distrito. Impulsionou igualmente a criação do Museu Arqueológico Infante D. Henrique, em Faro, onde colaborou como conservador, tendo escrito vários artigos sobre o espólio do museu, que foram compilados na obra Glosario dos principaes monumentos do Museu Archeologico Infante D. Henrique. Por uma portaria de 24 de Abril de 1901 foi nomeado pelo governo como responsável por estudar as formas de organização dos trabalhos arqueológicos no Reino Unido e na França. Foi membro de um grande número de instituições científicas em Portugal e no estrangeiro, como a Academia Real das Ciências, a Real Academia de História de Madrid, o Instituto de Coimbra, a Sociedade Artístico-Arqueológica de Barcelona, a Real Academia de Belas Artes de Sevilha, o Instituto 19 de Setembro de Lisboa, o Instituto Arqueológico do Algarve, a Sociedade Literária Almeida Garrett, e a Sociedade Martins Sarmento. Também ocupou as funções de vice-presidente na Real Associação dos Arquitectos Civis e Arqueólogos Portugueses, e de vogal nas comissões dos Monumentos Nacionais e do Museu da Figueira da Foz. Colaborou igualmente como colunista nos periódicos regionais Districto de Faro e Progresso do Algarve.

### Falecimento e homenagens
Faleceu na cidade de Lisboa, em 13 de Março de 1851, vítima de uma angina de peito. Ao seu funeral compareceram várias grandes figuras do catolicismo nacional, como o Cardeal-patriarca, o Arcebispo de Mitilene, e o arcebispo bispo do Algarve.
Recebeu um grande número de condecorações pelos seus serviços, tanto religiosos como científicos. Em 1895 ou 1905, foi distinguido com o oficialato da Ordem de Santiago, e em 1898 com uma Carta de Conselho.

## Obras publicadas
- Glossario critico dos principaes monumentos do Museu Archeologico infante D. Henrique: ornado com a planta do Milreu (Estoi) e respectiva interpretação ichnographica. Internet Archive. Faro: Museu Arqueológico e Lapidar Infante D. Henrique. 1899. 120 páginas
- Promptuario analytico dos carros e coches da Casa Real e das carruagens de gala